# Аборты в Саудовской Аравии
По данным американского Центра репродуктивных исследований, Саудовская Аравия имеет более либеральные законы об абортах по сравнению с другими странами Ближнего Востока и Северной Африки. Аборт разрешён в случаях риска для жизни женщины, нарушения развития плода или для защиты её физического и психического здоровья. Беременность, возникшая в результате инцеста или изнасилования, также даёт право на легальный аборт в соответствии с освобождением по психическому здоровью. Возраст плода должен быть менее четырёх месяцев, а если он больше, требуется, чтобы группа утверждённых специалистов заявила, что беременность приведёт к смерти женщины или серьёзному ущербу для её здоровья. Любой одобренный аборт требует согласия трёх врачей, а также пациентки и её партнёра. Если аборт сделан женщине по любой другой причине, нарушитель может быть обязан выплатить деньги за кровь семье нерождённого ребёнка. Законы прямо запрещают аборт семьям, опасающимся финансовой нестабильности или неспособности дать ребёнку образование. Продажа таблеток, используемых для аборта, является незаконной и приводит к аресту.